# Julio César Arana del Águila

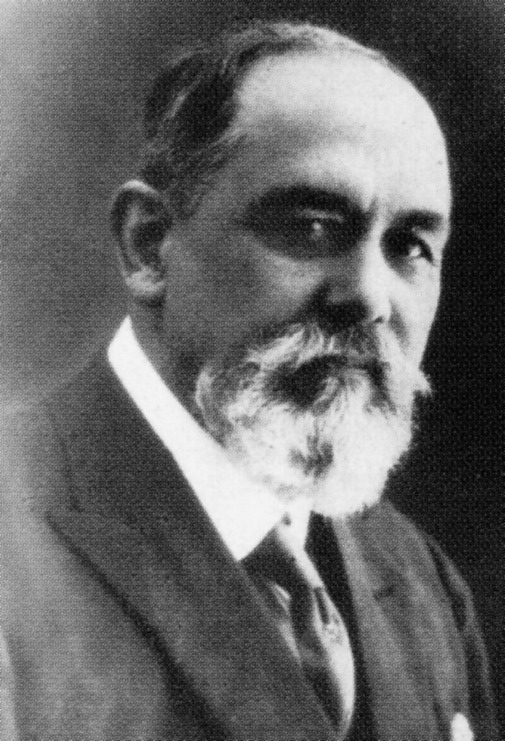
Julio César Arana del Águila (um 1912)

Julio César Arana del Águila (* 6. Juli 1864 in Rioja, San Martín, Peru; † 9. Juli 1952 in Magdalena del Mar, Lima, Peru) war ein peruanischer Unternehmer, Kautschukhändler und Politiker während des Kautschukbooms. Als Chef der Londoner Peruvian Amazon Rubber Company wurde er 1909 international durch einen Artikel des Journalisten Walter Hardenburg in der britischen Zeitschrift Truth bekannt, in dem eine brutale Ausbeutung der Indigenen des damals zwischen Peru und Kolumbien umstrittenen Amazonasgebiets am Putumayu unter seiner Herrschaft beschrieben wurde und der 1910 zu einer offiziellen Untersuchung durch eine Kommission unter Roger Casement führte. Diese führte zum Ergebnis, dass Arana für die Versklavung und den gewaltsamen Tod tausender Indigener verantwortlich sei, doch scheiterte eine juristische Verfolgung am Beginn des Ersten Weltkrieges. Arana wurde Senator für die Region Loreto und Vorsitzender der dortigen Handelskammer.

## Leben
Julio César Arana del Águila wuchs als Sohn eines Hutmachers auf. Mit 14 begann er als Lehrling seines Vaters, mit Panama-Hüten zu handeln, und 1881, mit 16 Jahren, eröffnete er einen eigenen Handel in Yurimaguas. Hierzu durchstreifte er den Amazonas-Regenwald Perus und handelte Kautschuk zunächst gegen Hüte und sodann zunehmend gegen Wegzeug für die Kautschukgewinnung ein. Im Zuge des Kautschukbooms hatten andere „Kautschukbarone“ wie Carlos Fermín Fitzcarrald bereits verschiedene Urwaldgebiete unter ihrer Kontrolle gebracht. In dieser Zeit heiratete er Eleonora Zumaeta, mit deren Bruder Pablo er 1888 in Tarapoto einen Stützpunkt für den Kautschukhandel eröffnete. 1889 zog er nach Iquitos am Amazonas, von wo aus er seinen Handel auf das Gebiet des damals an beiden Ufern peruanischen Putumayu ausdehnte. Bald darauf schickte er Frau und Kinder nach Biarritz in Frankreich.
Ab 1896 kooperierte Arana eng mit Kautschukunternehmern des benachbarten Kolumbiens, darunter Larrañaga, Ramírez y Cía und de La Chorrera, die in den Gebieten der Flüsse Igaraparaná, Caraparaná und Nebenflüssen des Putumayo tätig waren und mit denen er einen Dampferverkehr für den Kautschuktransport nach Iquitos aufbaute. Um an günstige Arbeitskräfte zu kommen und so gegen Konkurrenten wettbewerbsfähig zu sein, entschloss sich Arana 1899, die entlang des Putumayu lebenden zahlreichen Indigenen als Arbeitskraft für die Kautschukgewinnung auszubeuten. Anfangs sammelten diese noch gegen Lieferung von Messern, Äxten und anderem Werkzeug Kautschuk für das Unternehmen, doch erkannten sie bald die Nachteile und verweigerten die weitere Kooperation. So begann Arana bereits 1900, in Zusammenarbeit mit dem Kautschukunternehmen Calderón am Putumayu mit bewaffneten Männern Indigene der Ethnien Huitoto, Andoque, Bora und Nonuya von den Ufern des Cara-Paraná, des oberen Cahuinarí und des Igara-Paraná für die Kautschukproduktion zu versklaven. Gleichzeitig wurden die Indigenen an Aktivitäten zur Sicherung ihrer Subsistenz – Jagen, Sammeln und Anbau – gehindert.
Ab 1904 beschäftigte Arana zweihundert bewaffnete Männer aus Barbados mit der Aufgabe, die „Indios zu zivilisieren“ und Entflohene wieder einzufangen oder zu töten. Nach Augenzeugenberichten sorgten die bewaffneten Wächter dafür, dass die Indigenen ohne Pause arbeiteten. Es gab eigene Einrichtungen, in denen Zwangsarbeiter gefoltert wurden, die nicht die verlangten Mengen an Kautschuk einbrachten. Auch Gewalt gegen Familienangehörige wurde eingesetzt, um die Sklavenarbeiter botmäßig zu machen. Dies bedeutete, dass Indigene wie die Huitoto einen Rohstoff sammelten, mit dem sie nichts anfangen konnten, und keine Möglichkeit mehr hatten, ihrer traditionellen Selbstversorgung nachzugehen.
1902 wurde Arana Alcalde von Iquitos, und bald darauf übernahm er eine Reihe weiterer Ämter wie den Vorsitz der Handelskammer und der Junta Departamental von Loreto. 1903 eröffnete Arana eine Zweigstelle in Manaus in Brasilien, um das Einsickern von Kommissionären zu verhindern, und gründete die Handelsgesellschaft J.C. Arana y Hnos. (J.C. Arana und Brüder), mit der er rasch die Rechte über schließlich 45 Sammelzentren erreichte. Darüber hinaus eröffnete er Niederlassungen in London und New York und gründete 1907 in London mit einem Kapital von einer Million Pfund Sterling die Peruvian Amazon Rubber Company, die nunmehr sein Familienunternehmen ersetzte. Hier war er Geschäftsführer und wurde von vier Direktoren aus England unterstützt.
Seine wachsende Wirtschaftsmacht ermöglichte es Arana, auch auf kolumbianischer Seite zunehmend die Kontrolle über Kautschukproduktion und -handel zu gewinnen. Seine ehemaligen Partner beklagten vor der kolumbianischen Regierung, dass er sich seine Rechte mit nackter Waffengewalt sichere, worauf die Regierung jedoch nicht einging. So kam es dazu, dass auch Aranas Konkurrenten an der Verbreitung seines Rufs als Menschenschlächter mitwirkten.

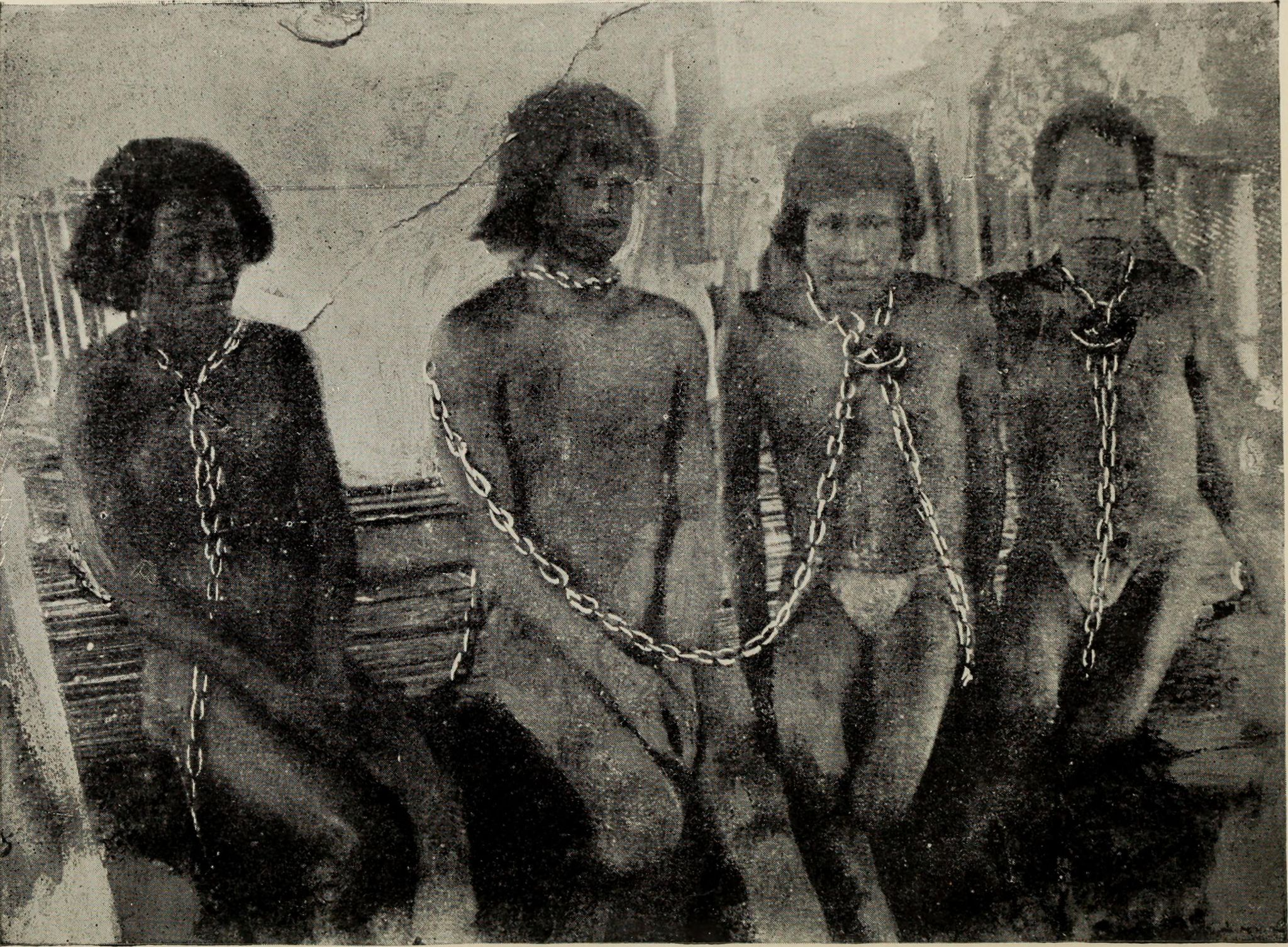
Versklavte Amazonas-Indios, aus Walter Ernest Hardenburg: The Putumayo, the Devil’s Paradise (1912)

Am 9. August 1907 erstattete der Journalist Benjamín Saldaña Rocca (oder Roca) beim Gericht in Iquitos Anzeige gegen Arana und Angestellte seiner Peruvian Amazon Rubber Co. wegen Folter, Vergewaltigung und Mordes an indigenen Kautschuksammlern und deren Familien aus der Putumayu-Region. In seinen beiden vierzehntäglich erscheinenden Zeitungen La Felpa und La Sanción in Iquitos veröffentlichte er regelmäßig Artikel, doch blieb Arana unbehelligt. Saldañas Sohn hatte Kontakte mit dem US-amerikanischen Ingenieur Walter Hardenburg, der sich 1907 auf den Weg ins Amazonasgebiet gemacht hatte, um von dort aus den Bau einer Eisenbahnlinie von der brasilianischen Stadt Madeira nach Mamoré in Bolivien vorzubereiten.
Auf dem Weg nach Brasilien wurde Hardenburg 1908 im Grenzgebiet von Kolumbien zu Peru von Aranas bewaffneten Männern entführt, die keine Fremden in Aranas Einflussgebiet duldeten. So wurde Hardenburg als Gefangener der Peruvian Amazon Rubber Co. Augenzeuge für die Praktiken des Unternehmens. Er beobachtete, wie indigene Zwangsarbeiter schwer arbeiteten, Rohkautschuk in die Lagerhallen schleppten und hunderte von ihnen wegen mangelnder Arbeitsleistung von Aranas barbadischen Männern ausgepeitscht wurden. Anfang 1909 wurde Hardenburg freigelassen und beschloss, in Iquitos Beweismaterial zu sammeln, darunter auch Artikel aus Saldañas Zeitungen. Saldaña stand jedoch mit seinem kleinen Zeitungsverlag einsam gegen die übrigen Zeitungen von Iquitos, die finanziell von Arana abhängig waren. Nach Darstellung von Hardenburg wurde Saldaña in Iquitos letztmals im Februar 1909 gesehen, als er mit zerschlagenem Gesicht unter Prügel zum Kai getrieben wurde, wofür Hardenburg Aranas Schwager Pablo Zumaeta verantwortlich machte. Seine Druckerei in der Straße Morona in Iquitos wurde am selben Tag in Brand gesetzt. Das Schiff brachte ihn nach Yurimaguas, von wo er nach Lima reiste. Später gab Saldaña in Cerro de Pasco wieder zwei Zeitungen heraus, doch wurde er am 17. April 1912 im Alter von 52 Jahren von einem Killer erschossen.

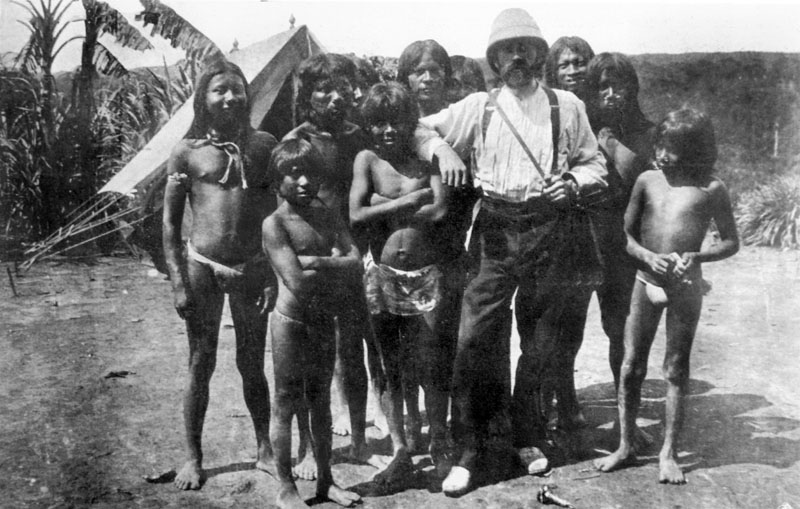
Roger Casement in Putumayo.

Noch 1909 reiste Hardenburg nach London, wo er sich mit Vertretern der Britischen Gesellschaft gegen Sklaverei (Anti-Slavery and Aborigines Protection Society) und der britischen Zeitung Truth traf, die darüber hinaus mit Material von Saldaña versorgt war. Truth veröffentlichte daraufhin mehrere Artikel ihres Mitarbeiters G. C. Paternoster über Arana und die Peruvian Amazon Rubber Company, wobei von mehr als 40.000 durch diese ermordeten Indigenen am Putumayu die Rede war. Für große Unruhe in der englischen Öffentlichkeit sorgte die Feststellung, dass das verantwortliche Unternehmen ein englisches mit Sitz in London sowie mit englischen Direktoren und Aktionären war. Die öffentliche Empörung war Anlass für eine offizielle Untersuchung durch das britische Außenministerium. 1910 wurde Sir Roger Casement, der einige Jahre zuvor mit den so genannten Kongogräueln befasst war, nach Peru entsandt und reiste durch die Region des Putumayu. 1911 kehrte er nach England zurück und kam zu dem Ergebnis, dass die Verhältnisse am Putumayu noch schlimmer seien als von Saldaña geschildert. Casement sandte eine Ausfertigung seines Berichts an die Britische Gesellschaft gegen Sklaverei und forderte eine gerichtliche Verfolgung von Aranas Verbrechen. 1912 erschien Walter Hardenbergs umfangreiche Monographie The Putumayo, the Devil’s Paradise.
Es war schließlich der Erste Weltkrieg, der eine Verfolgung durch britische Gerichte verhinderte. In Peru kam ihm der Grenzkonflikt seines Landes mit Kolumbien und Ecuador um die Region am Putumayu zugute, bei der er sich als Vertreter peruanischer Interessen profilieren konnte. Die peruanische Regierung setzte zunächst den Richter Carlos Valcárcel und anschließend, Anfang 1911, seinen Kollegen Rómulo Paredes zur Untersuchung der gegen Arana erhobenen Vorwürfe ein. Das Ergebnis nach über vier Monaten war ein 1200-seitiger Bericht über Menschenrechtsverletzungen durch die Peruvian Amazon Rubber Company, woraufhin Valcárcel etwa 200 Haftbefehle erließ. Arana setzte dagegen ein Kopfgeld für die Ermordung des Richters aus, weshalb Valcárcel das Land verlassen musste und Arana von gerichtlicher Verfolgung verschont blieb.
Ende 1912 kam es zu einer sechs Monate andauernden Untersuchung durch einen Parlamentsausschuss, wobei Arana jegliches Wissen über Verbrechen von sich wies und auf die Verantwortung seiner Mitarbeiter hinwies. Gleichzeitig betonte er die Verdienste seines Unternehmens bei der Zivilisierung der Region mit ihren wilden Indios. Im Untersuchungsbericht wurde Arana „kalte Gleichgültigkeit“ und „schuldhaftes Wissen“ vorgeworfen, doch zog dies keinerlei Maßnahmen gegen Arana nach sich.
Arana setzte seine politische Karriere fort: In den 1920er Jahren wurde er als Senator für die Region Loreto in das peruanische Parlament in Lima gewählt, wo er lange Jahre erfolgreich wirkte. Schwerpunkt seiner Arbeit war der wirtschaftliche Fortschritt in der Amazonas-Region Perus unter anderem durch die Erschließung für die Erdölgewinnung oder die Gründung des Colegio Nacional de Iquitos durch das Gesetz Nr. 5100 vom 18. Mai 1925. Arana war einer der heftigsten Gegner des ab 1922 verhandelten Vertrages von Salomón-Lozano, durch den das Gebiet um die Amazonas-Stadt Leticia und damit auch Besitzungen Aranas Kolumbien zugesprochen wurden, und verfasste hierzu 1927 ein Pamphlet mit dem Titel El protocolo Salomón-Lozano. Als der Vertrag 1927 abgeschlossen wurde, organisierte er vor Ort Proteste, zu deren Teilnahme auch Indigene der Region verpflichtet wurden.
Nach dem Ende der Präsidentschaft von Augusto Leguía y Salcedo am 27. August 1930 zog sich Arana aus der Politik zurück. Die Peruvian Amazon Rubber Company bestand als Unternehmen bis 1920, doch Arana selbst betrieb seine Geschäfte mit Kautschuk in der Region bis zum Kolumbianisch-Peruanischen Krieg 1932, in dessen Folge Peru 1934 auf seine Ansprüche auf Land nördlich des Putumayu verzichten musste. Arana musste seine an Kolumbien gefallenen Besitzungen nördlich des Putumayu und in Leticia an die kolumbianische Regierung abtreten, wofür er und seine Familie 160.000 US-Dollar Entschädigung erhielten.
Er starb als angesehener Mann, der sich um die nationalen Interessen Perus verdient gemacht hatte, 1952 in Lima im Alter von 88 Jahren. Die Zahlungen der kolumbianischen Regierung an seine Familie, vermittelt über seinen Vertreter in Iquitos, Víctor Israel, wurden im Jahre 1964 abgeschlossen.

## Literarische Verarbeitung
Der peruanische Schriftsteller Mario Vargas Llosa beschreibt Julio César Arana ausführlich in seinem 2010 erschienenen Roman El sueño del celta (deutsch 2011 Der Traum des Kelten), in dessen Mittelpunkt der in die Untersuchungen der Gräuel vom Putumayu involvierte, 1916 aber in London als irischer Unabhängigkeitskämpfer hingerichtete Roger Casement steht.